# Banzo de San Andrés de Fanlo
Banzo (?-1083/1085) fue un religioso importante durante el reinado de Sancho Ramírez y uno de sus firmes defensores al inicio de su reinado aunque al final de su vida sería exiliado debido a su oposición frente al cambio del rito mozárabe al rito romano.

## Biografía
Ayudó al rey aragonés durante la conquista de Alquezar y uno de los primeros opositores suyos junto infante García Ramírez a las reformas que el rey buscaba llevar a cabo en la vida monástica tras su peregrinación a Roma en el 1068, principalmente se negaba a aceptar el cambio del rito hispano-mozárabe por el romano.
Se supone que nació en el condado de Bailo y se sabe que fue abad de San Andrés de Fanlo desde el 1035 hasta la década del 1070 y tenía un gran prestigio debido a su sagacidad para los negocios, los cuales sirvieron para sacar a flote un monasterio que había sufrido periodos continuados de crisis económica,llegando a tener propiedades en Jaca, así como controlando los valles del Guarga, Basa y parte del Gállego.
Sus relaciones con el rey eran muy buenas, ejemplo de ello son la donación regia de un beato que mandó copiar en San Millán de la Cogolla o de la villa de Beranuy al monasterio y al abad la partida e iglesia de Santa María de Sabiñánigo por la construcción de una torre defensiva en Alquezar para su defensa ante los musulmanes, otro ejemplo de esto es la designación como tenente de esta villa de su sobrino Fortún Lope para luego ser trasladado a la de Bailo. Esta buena relación se rompería en el 1070 cuando el ya anciano abad tiene que abandonar las tierras de Fanlo, ya que en San Andrés de Fanlo se había instaurado la reforma gregoriana y el rey había nombrado al monje natural de Ipiés, Jimeno Vita, como su sucesor.
Será acogido en el monasterio cluniacense de San Juan de la Peña regido por entonces por el abad Aquilino, la razón por la que un monasterio en donde se había instaurado desde un inicio la reforma a la que tanto se opuso radica en que los cluniacenses no veían con buenos ojos la predilección real por las canónicas agustinianas en detrimento de su poder político y situación socioeconómica. 
Finalmente Banzo moriría en 1083 en San Martín de Cercito, monasterio dependiente de San Juan de la Peña, alejado de la comunidad a la que había dedicado toda una vida.

## Familia
Se sabe que tenía dos hermanos, Lope y García Fortuñones, quien era tenente en Bailín.